# Szombathelyi Haladás
A Szombathelyi Haladás 1919-ben alakult szombathelyi labdarúgóklub. Legnagyobb sikere egy magyar bajnoki bronzérem (2008–09), valamint három Magyar Kupa-ezüstérem. A csapat hivatalos színei a zöld és a fehér, otthonuk a Haladás Sportkomplexum, amely 8903 néző befogadására alkalmas.
2024. július 9-én bejelentették, hogy a profi klubot működtető Szombathelyi Haladás Kft. hivatalos képviselő nélkül maradt, a cég megszűnt. A profi csapat indulási jogát az NB III-as Haladás VSE kapta meg.

## Története
A csapat 1936-ban mutatkozott be az első osztályban, ám a következő esztendőben már ki is esett az élvonalból. A Haladás a későbbiekben még összesen tizenegy alkalommal búcsúzott az első osztályból: 1941, 1942, 1960, 1972, 1979, 1990, 1992, 1994, 2000, 2002, 2019.

### Az 1950-es évek csapata
Kapusok: Büki (Varga II.), Horváth György; hátvédek: Nyírő Lajos, Tölgyesi József, Tarr Istvan, Szöllősi Emil; halfsor: Kulcsár Ferenc, Szakály József; "csikócsatársor": Papp Lajos, Polgár, Pém, Varga I., Czigony István, Kolesánszky Zoltán.

### 2000-es évek

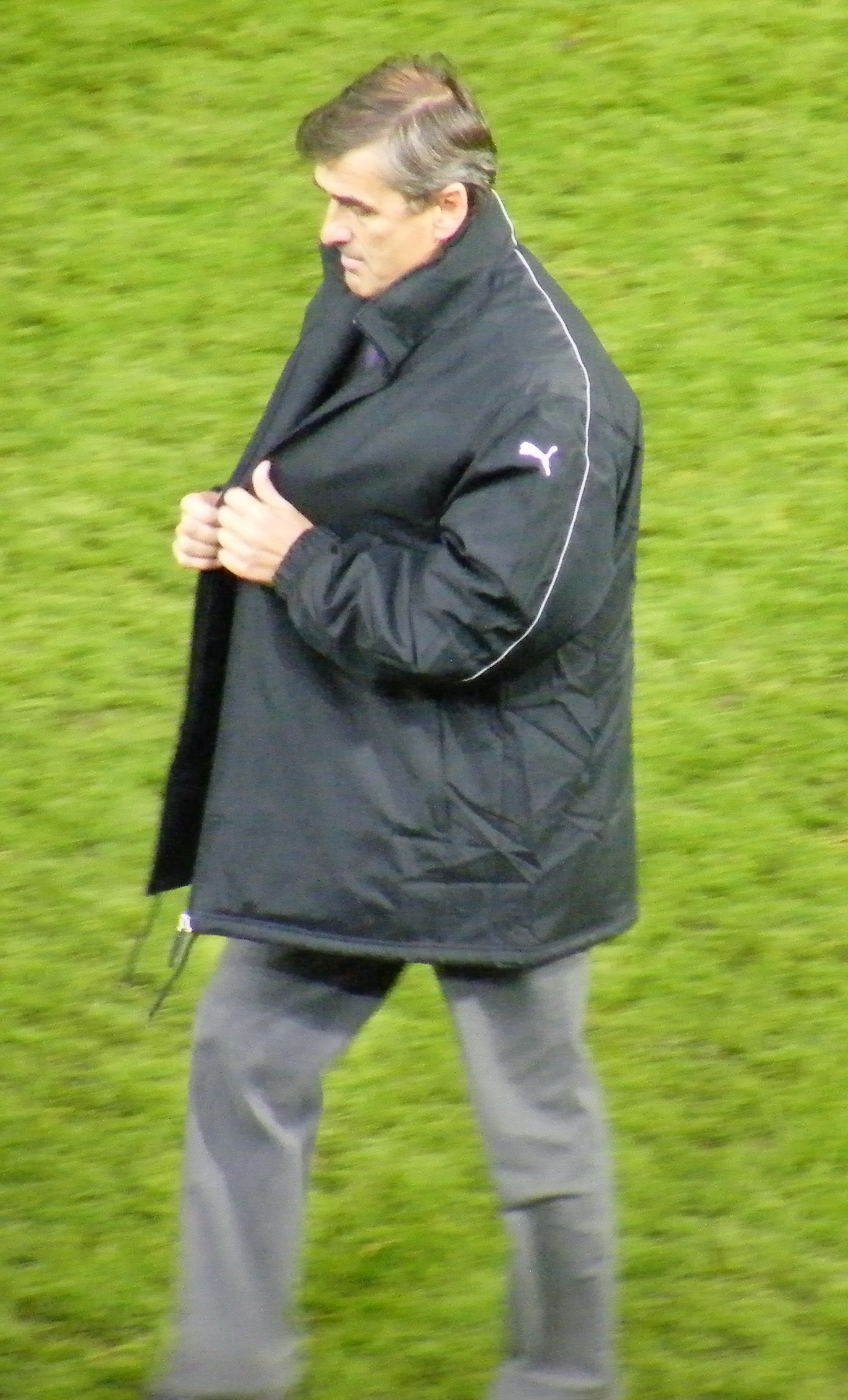
Szentes Lázár

A 2000/01-es szezonra reformot vezettek be az első osztályban. Két csoportra osztották azt. A Haladás az A csoport hetedik helyén végzett, így búcsúzott az első osztálytól, és csatlakozott a másodosztály nyugati csoportjának a rájátszásába. A csapat onnan végül visszajutott a legjobbak közé, nagy fölénnyel.
A következő szezonra megint változtattak a bajnokság rendszerén, ahol az alapszakaszban tizenkettő csapat vett részt, majd a csapatok rájátszásban szerepeltek, amit két részre osztottak: felsőházra és alsóházra. A Haladás összességében tizenegyedikként végzett, miután a bajnokság első részében is ezt a helyet foglalta el, majd pedig a rájátszásban is. Ezzel az eredménnyel kiesett a csapat. A Magyar Kupában ellenben a döntőig menetelt a csapat, ahol az Újpesttel találkozott. A Haladás a Dunaferrt ejtette ki az elődöntőben, míg az Újpest a Tatabányát búcsúztatta. A finálét Győrben rendezték május 1-jén. A meccs végeredménye rendes játékidő után 1–1 lett, a hosszabbítás után pedig 2–1 arányban diadalmaskodott a fővárosi alakulat.
A döntő résztvevői: Takács – da Silva (Ricardo), Szekér, Selymes, Kaj, Somfalvi, Némethy (Juhász), Leandro, de Freitas (Filipović), Alex, Halmosi 
Vezetőedző: Szentes Lázár
A 2002/03-as szezont a kupa ezüstérmeseként a másodosztályban kezdte a Haladás, amihez új befektetőcsoport érkezett a Bíró Péter vezette Lombard személyében. A csapat új nevet (Lombard FC Haladás) és új címert kapott. Egy szezon után sikerült a feljutás, miután másodikként végeztek a Pécs gárdája mögött.
A következő szezonban következett az eddigi utolsó kiesés. A 2003/04-es évadot a Haladás nagyon lemaradva az utolsó bennmaradó helytől, sereghajtóként zárta. Ez azt jelentette, hogy osztályozót kellett játszania a másodosztály ötödik helyezettjével, vagyis a Nyíregyházával. A szombathelyi csapat idegenben 1–0-ra nyert, az 1–1-es hazai döntetlen pedig azt jelentette, hogy továbbra is lesz első osztályú csapat Szombathelyen. Azonban Bíró Péter szezon végi kiszállásával veszélybe került a futball a városban. A Lombard tulajdonosa elvitte a gárda élvonalbeli indulás jogát Pápára, így a futballcsapat Szombathelyi Haladás néven az NB II-ben tudott elindulni. A csapat a Pápai ELC indulási jogát vásárolta meg, hogy indulhasson a második vonalban.

#### A másodosztályban (2004–2008)

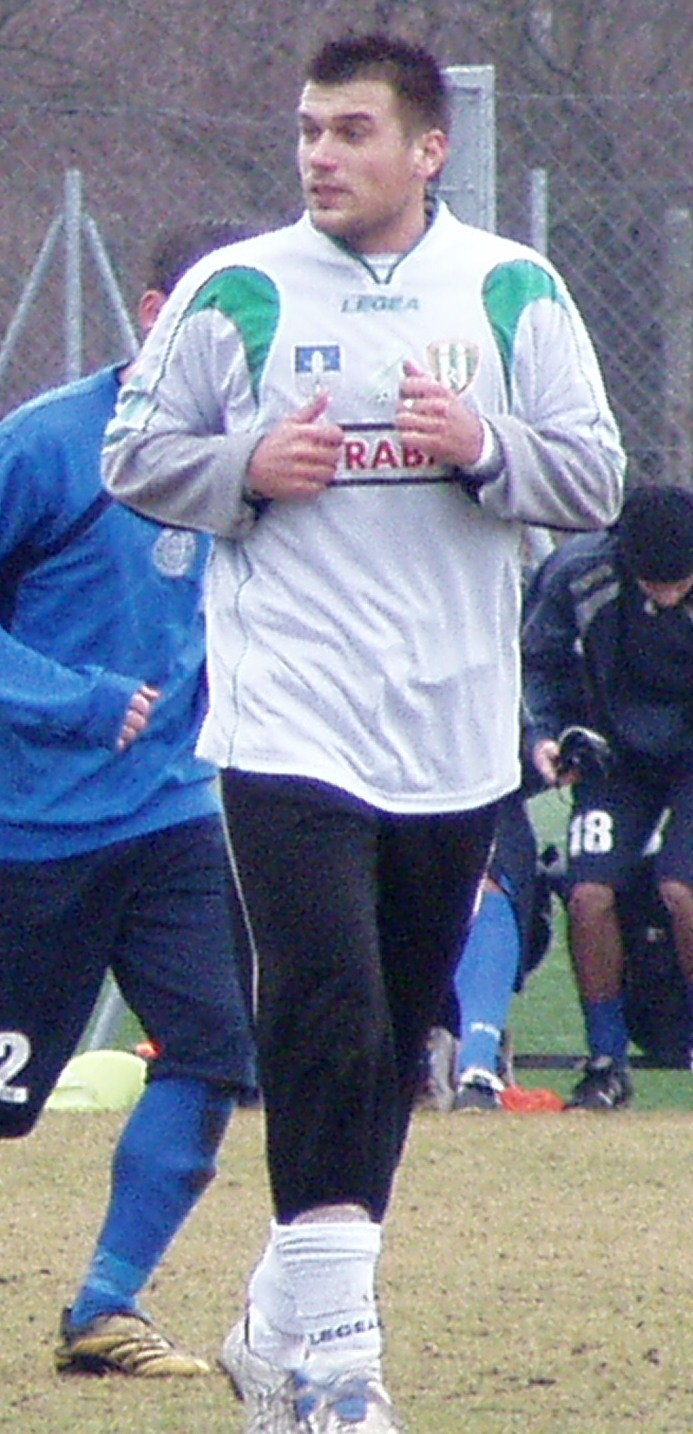
Andorka 2008-ban

A 2004/05-ös másodosztályban sok fiatalt felvonultató csapat szerepelt, amely a 13. (utolsó) helyen végzett, így kiesett az NB I/B-ből. A másodosztály átszervezése miatt a következő évben mégis szerepelhettek az NB II-ben, a Nyugati csoportban.
A 2005/06-os idényben nem is ment rosszul a csapatnak, amely sokat fejlődött az előző évhez képest. Hatodikként zártak a tizenhat csapat közül. A Paks, a Felcsút, a Gyirmót, az Integrál-DAC és a Barcs végzett csak náluk jobb pozícióban. Eközben a Lombard Pápa búcsúzott az élvonaltól.
A 2006/2007-es szezon előtt 5%-os tulajdonrészt vásárolt a Haladásban a Séllei Árpád és Buti Róbert által fémjelzett Haladás Marketing Kft. 2007. július 1-jén az Illés Béla és Halmai Gábor irányításával működő Halmill Team Tanácsadó Kft. szerzett 44%-os tulajdonrészt. A többségi tulajdonos azonban továbbra is Szombathely megyei jogú város maradt. Az idényt végül aranyérmes pozícióban zárta a Haladás, azonban egy szabálytalan igazolás miatt tizenegy pontot levontak a csapattól, így a Siófok került fel. A csapat ennek ellenére is ezüstérmesként zárta az évadot, mindössze két ponttal lemaradva a siófokiaktól.
A 2007/08-as szezonban a csapatnak végül sikerült kivívnia a feljutást. Négy évbe telt, míg a másodosztályból az abszolút nulláról indulva elérte a Szombathelyi Haladás azt, hogy az NB I-ben szerepelhessen. A gólkirály Andorka Péter lett 22 góllal.
A bajnokcsapat:
Andorka Péter, Balassa Péter, Baráth Miklós, Burkus Máté, Csutak Ádám, Csontos Zoltán, Devecseri Szilárd, Finta Péter, Guzmics Richárd, Gőcze Gergő, Hegyi László, Hujber Gábor, Imre János, Kaj András, Kovács Zsolt, Kuttor Attila, Mihalecz Péter, Nagy Gábor, Pölöskey Péter, Rajos Gábor, Rózsa Dániel, Simon Ádám, Simon Attila, Sipos Gábor, Sipos Norbert, Schimmer Szabolcs, Subicz Gábor, Tóth Norbert, Tóth Péter, Vörös Péter. Vezetőedző: Csertői Aurél

#### Az első osztályban (2008–2019)

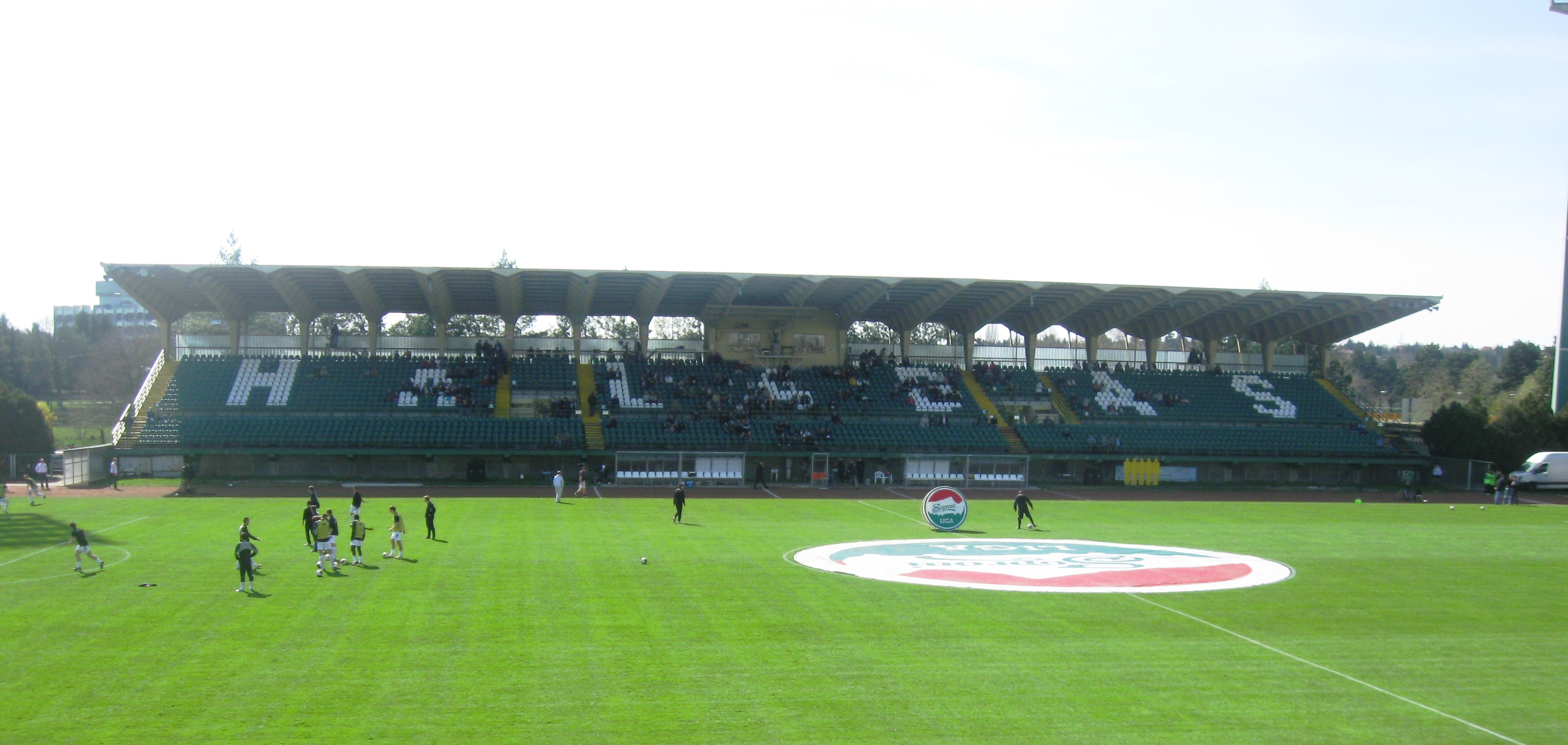
A felújított főtribün

Következett a várva várt első osztályú idény. Előtte azonban volt pár megoldandó probléma. A Rohonci úti stadiont az NB I-es követelmények miatt fejleszteni kellett. A fedett lelátóra 3 000 műanyag széket szereltek fel, az állóhelyi rész burkolatát javították, az öltözőket bővítették, a vaskapukat alumíniumra cserélték, a pálya hosszát 110-ről 105 méterre változtatták, és a kispadokat is lecserélték.
A felkészülési időszakban több játékos érkezett és távozott is a csapattól. Nagy Gábor az MTK Budapesthez ment, Pölöskey Péter kölcsönbe ment a Ferencvároshoz. Érkezett viszont Iszlai Bence a Veszprémtől, Lengyel Dániel és Simon Ádám az MTK-tól, Oross Márton a Gyirmóttól, Kenesei Krisztián az Avellinótól és Molnár Balázs a Zalaegerszegtől. Utóbbi két játékos személyében korábbi válogatottakat igazolt a gárda. Ezzel a megerősödött kerettel vágott neki a Hali a bajnokságnak.

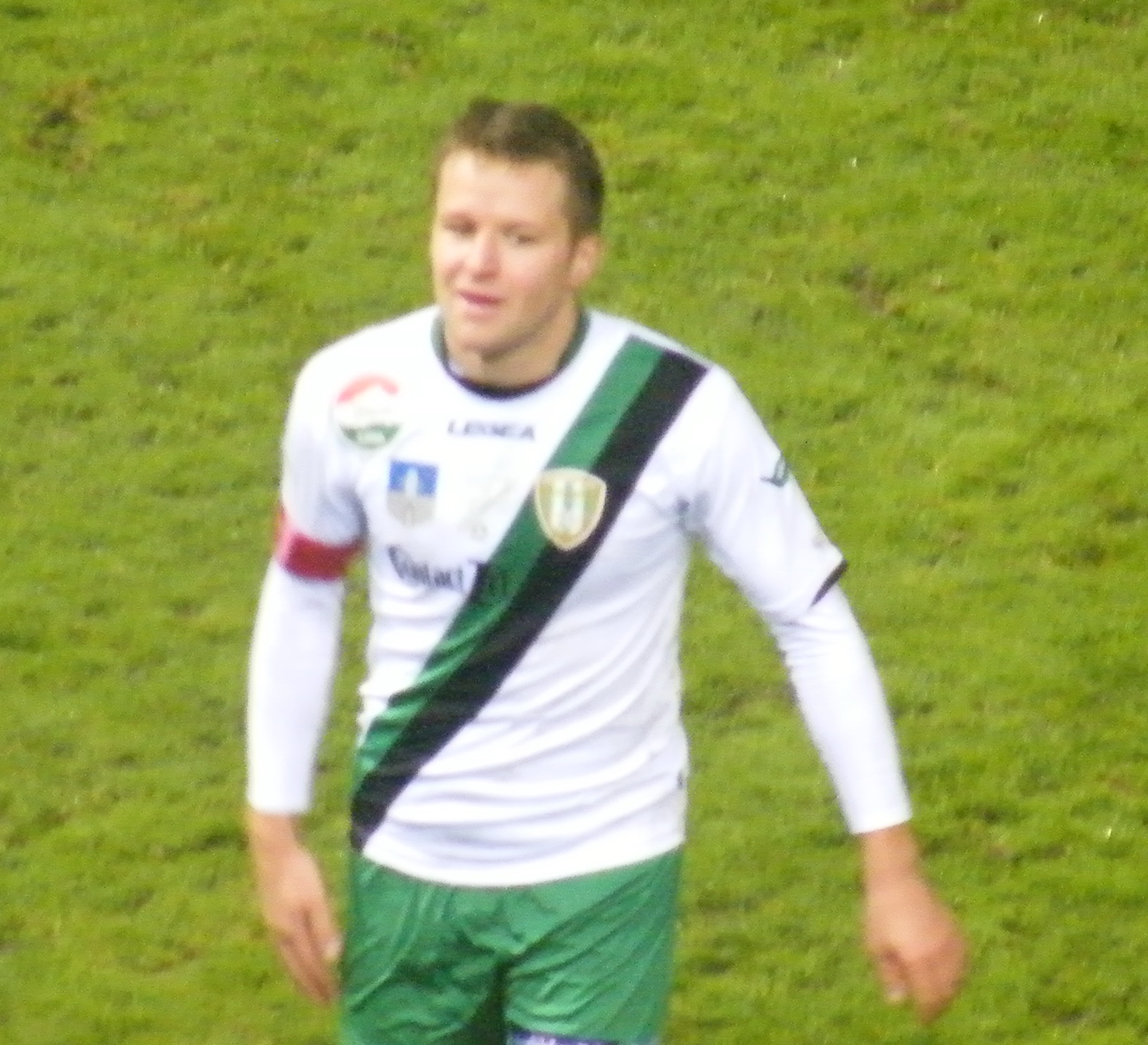
Tóth Péter, a korábbi csapatkapitány

2008. július 26-án játszotta a szezonnyitóját a Haladás, a Győr ellen, ami egyben azt is jelentette, hogy a Haladás végérvényesen visszatért a négyéves másodosztályú korszakából a legjobbak közé. A mérkőzésen Tóth Péter és Kuttor Attila góljával 2–1 arányban nyert a Haladás. A tizenötödik forduló után, vagyis az őszi szezon végén, a Haladás a negyedik helyen telelt, ami nagyon jó eredménynek számított. Tavasszal aztán folytatódott a megkezdett parádé, és az ősszel még harmadik Vasast is sikerült megelőznie a csapatnak, így bronzérmesként zártak. Ez magyar rekord volt, hiszen a Kecskeméti TE 2022/23-as szezonban szintén újoncként elért ezüstérméig egyetlen csapat sem ért el ilyen jó helyezést újoncként. A Haladást csak a Debrecen és az Újpest előzte meg. Előbbi tizenöt, utóbbi hat ponttal. Ezzel az eredménnyel a gárda elindulhatott az Európa-ligában.
A bronzérmes csapat:
Gőcze Gergő, Rózsa Dániel, Szép Tamás, Balassa Péter, Csontos Zoltán, Devecseri Szilárd, Guzmics Richárd, Kovács Zsolt, Kuttor Attila, Lengyel Dániel, Schimmer Szabolcs, Tóth Péter, Burkus Máté, Csutak Ádám, Iszlai Bence, Kaj András, Kovács István, Maikel, Molnár Balázs, Rácz Ferenc, Rajos Gábor, Simon Ádám, Sipos Norbert, Tóth Norbert, Vörös Péter, Andorka Péter, Bonifert Péter, Kenesei Krisztián, Oross Márton, Simon Attila, Skriba Máté Vezetőedző: Csertői Aurél
A Haladás 2009-ben több mint 20 év után jutott újra ki a nemzetközi porondra. Az első fordulóban a kazah Jertisz Pavlodarral kellett megküzdeni a továbbjutásért. Hazai pályán, a hetvenkilencedik percben Kenesei talált be szabadrúgásból, beállítva ezzel a meccs végeredményét. Idegenben elég hamar vezetést szereztek a kazahok, de ezt Kuttor még kiegyenlítette. Később megint gólt lőtt a Jertisz, így 2–1 volt a félidőben, ami a végeredmény is lett. Ezzel az eredménnyel továbbjutott a Haladás, idegenben lőtt több góllal.
Következett a második selejtezőkör, ahol a svéd Elfsborg volt a Haladás ellenfele. A svédországi meccsen az első félidőben remekül tartotta a lépést a Haladás, hiszen 0–0 volt az állás a fordulás előtt. A második félidő közepén megszerezték a svédek a vezetést, majd a meccs hajrájában még kétszer betaláltak, így nagyjából eldőlt a továbbjutás kérdése. A visszavágón egy békés meccsen 0–0 lett a végeredmény, így a Haladás 3–0-s összesítéssel búcsúzott az Európa-liga további küzdelmeitől. A következő években inkább a középmezőnyben vitézkedett a szombathelyi csapat, több tehetséges játékosnak (Radó András, Ugrai Roland, Németh Márió) is lehetőséget adva. A 2014–15-ös bajnokságban megérintette a csapatot a kiesés szele, végül az idény végén érkező Mészöly Gézának sikerült benntartania az első osztályban. A 2015–16-os szezon előtt hazatért Király Gábor. Vele, Halmosi Péterrel és több tehetséges fiatallal a csapat egészen a bajnokság végéig harcban állt a nemzetközi kupaszereplésért, illetve a dobogós helyekért. Végül az 5. helyen zártak Mészöly Géza vezetésével, ami a klub legjobb bajnoki szereplése volt a 2008-09-es bronzérem óta. 2017 márciusában általános meglepetést keltve bejelentették, hogy a 40 éves Király Gábor két évet hosszabbított.

## A Haladás válogatott labdarúgói

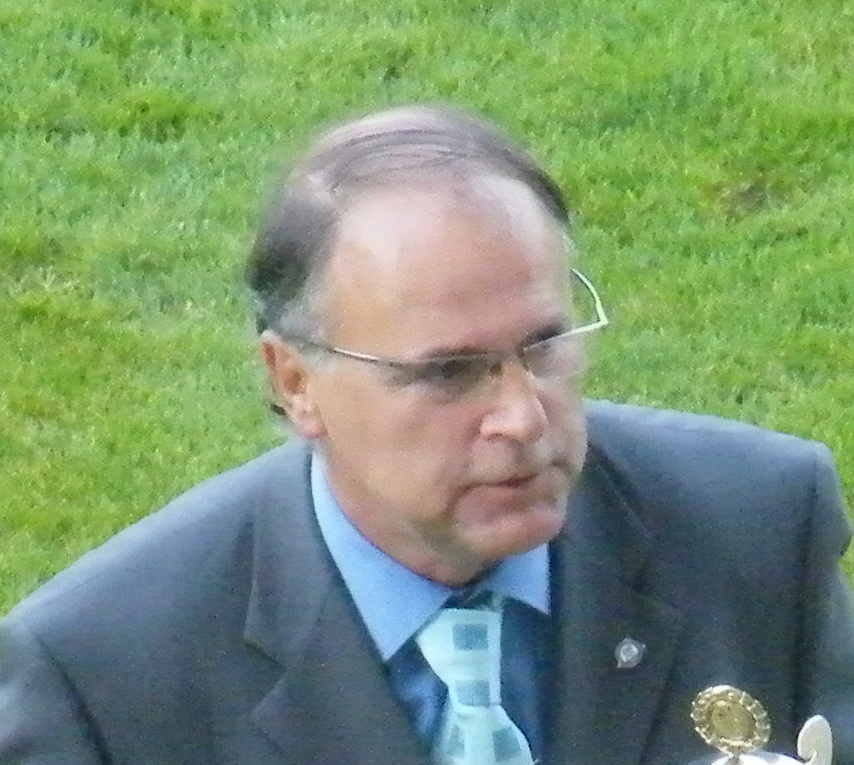
Kereki Zoltán 2009-ben

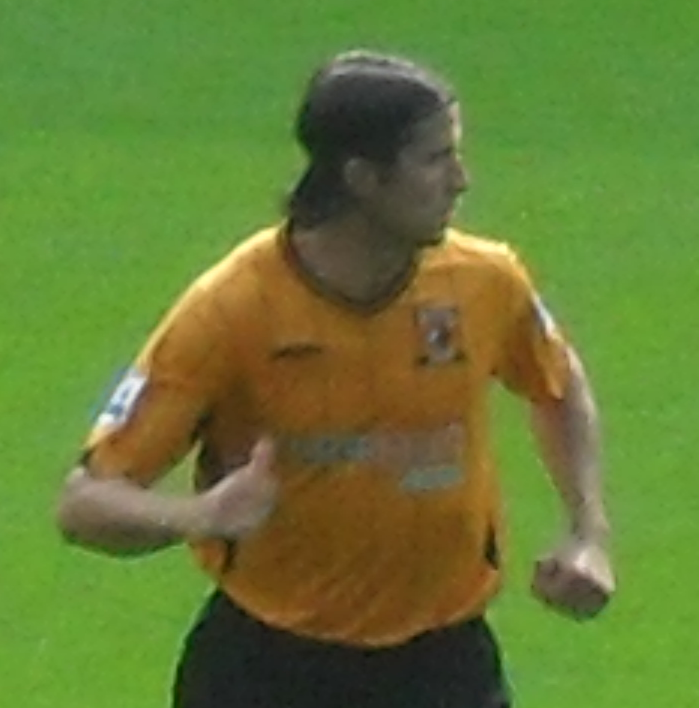
Halmosi Péter 2009-ben a Hull City mezében

A Haladásból ezidáig összesen tizenhat játékos szerepelt a magyar felnőtt válogatottban.
- Szabó Imre: 1945-től 1947-ig szerepelt a válogatottban, összesen két meccs erejéig. Abból egyszer a Haladás játékosaként.
- Horváth György: 1952-ben egy fellépése volt a válogatott színeiben.
- Novák Dezső: A kétszeres olimpiai magyar bajnok labdarúgó 1959-ben a szombathelyi csapat játékosaként mutatkozott be a válogatottban, később még háromszor játszott a Haladás, majd még ötször a Ferencváros labdarúgójaként 1968-ig.
- Tóth Zoltán: 1960-ban egy válogatott találkozón játszott. Később már nem szerepelt a csapatban.
- Halmosi Zoltán: 1969 és 1974 között tizenegyszer szerepelt a válogatottban, amíg a Haladás játékosa volt. Egy gólt ért el. Fia, Péter is válogatott labdarúgó lett.
- Kereki Zoltán: Ő 1976 és 1980 között volt a nemzeti csapat tagja, ebből harmincegyszer lépett pályára a Haladás játékosaként. Ezenkívül még hatszor játszott a Zalaegerszeg játékosaként is a későbbiekben. Hét gólt szerzett.
- Nagy József: Tagja volt az 1986-os mexikói világbajnokságon szereplő csapatnak, 1985-ben egyszer szerepelt a válogatottban. 1986 és 1987 között 2 alkalommal játszott az olimpia válogatottban.
- Bognár Zoltán: Kilencszeres válogatott, nyolcszor a Haladásból válogatták be. 1989-től 1992-ig volt a keret tagja, egy gólt sikerült elérnie még az első válogatott évében.
- Illés Béla: 1991-től 2001-ig szerepelt a válogatottban, ebből ötször úgy, hogy a Haladás játékosa volt. Összesen hatvannégyszer játszott a nemzeti gárdában. Tizenöt gólt rúgott.
- Jagodics Zoltán: 1994 és 1996 között szerepelt a válogatottban. Ötször a Haladás, egyszer-egyszer a Győr és a Ferencváros labdarúgójaként.
- Király Gábor: 1998 és 2016 között száznyolc alkalommal lépett pályára a válogatottban, ami rekord. A szombathelyi csapat tagja volt, amikor rekorder lett, illetve 4 Európa-bajnoki mérkőzésen védte a magyar válogatott kapuját 2016-ban.
- Halmosi Péter: 2002 és 2013 között összesen harmincöt alkalommal szerepelt magyar színekben.
- Guzmics Richárd: Eddig huszonkét alkalommal szerepelt a magyar válogatottban, egy gólt szerzett. Már nem szombathelyi játékosként, de részt vett a 2016-os Európa-bajnokságon, és a magyar csapat mind a négy mérkőzését végigjátszotta.
- Devecseri Szilárd: Három alkalommal szerepelt a válogatottban, és egy öngólt szerzett.
- Rózsa Dániel: A kapus 2014-ben két alkalommal játszott a válogatottban.
- Predrag Bošnjak: 2014-ben egy alkalommal lépett pályára magyar színekben a szerb származású védő.

## Névváltozások
- 1919–1926 Szombathelyi Haladás Vasutas Sport Egyesület
- 1926–1936 Szombathelyi MÁV
- 1936–1948 Szombathelyi Haladás VSE
- 1948–1951 Szombathelyi VSE
- 1951–1954 Szombathelyi Lokomotív Sportegyesület
- 1954–1956 Szombathelyi Törekvés
- 1956–1995 Szombathelyi Haladás VSE
- 1995–1997 Haladás VFC
- 1997–1999 Haladás-Milos
- 2000–2001 Haladás
- 2001–2002 S.Oliver-Haladás
- 2002–2004 Lombard FC Haladás
- 2004–2011 Szombathelyi Haladás
- 2011–2012 Haladás-Sopron Bank
- 2012–2015 Szombathelyi Haladás
- 2015–2017 Szombathelyi-Swietelsky Haladás
- 2018– Szombathelyi Haladás

## Címerek
A Haladás története során eddig négy címert alkalmazott, a jelenlegi verzió 2004 óta van forgalomban. A Lombard cég 2002-es érkezésekor a csapat új címert és nevet kapott, végül távozásuk után mind a kettőt leváltotta a Haladás. Érdekesség, hogy a Lombard az eddigi összes csapatánál közel azonos címert alkalmazott, mind a Tatabányánál, mind a Pápánál, csak a háttérszín volt más.

## Sikerek

### Nemzeti
- NB I
  -  Bronzérmes (1): 2008–09
- NB II
  -  Bajnok (9): 1941–42, 1961–62, 1972–73, 1980–81, 1990–91, 1992–93, 1994–95, 2000–01, 2007–08
  -  Ezüstérmes (1): 1979–80
  -  Bronzérmes (2): 2003–04, 2006–07
- Magyar kupa
  -  Döntős (3): 1975, 1993, 2002

### Nemzetközi
- Nehru-kupa
  -  Győztes (1): 1983

## Nemzetközi kupaszereplés

### Kupagyőztesek Európa-kupája
| Szezon    | Forduló    | Nemzet   | Csapat        | Otthon | Idegenben | Össz. |
| --------- | ---------- | -------- | ------------- | ------ | --------- | ----- |
| 1975–1976 | 1. Forduló | Málta    | Valletta FC   | 7–0    | 1–1       | 8–1   |
| 1975–1976 | 2. Forduló | Ausztria | SK Sturm Graz | 1–1    | 0–2       | 1–3   |

### Európa-liga
| Szezon    | Forduló         | Nemzet     | Csapat              | Otthon | Idegenben | Össz. |
| --------- | --------------- | ---------- | ------------------- | ------ | --------- | ----- |
| 2009–2010 | 1. Selejtezőkör | Kazahsztán | Jertisz Pavlodar FK | 1–0    | 1–2       | 2–2   |
| 2009–2010 | 2. Selejtezőkör | Svédország | IF Elfsborg         | 0–0    | 0–3       | 0–3   |

### Intertotó-kupa
| Szezon | Forduló    | Nemzet        | Csapat              | Otthon | Idegenben |
| ------ | ---------- | ------------- | ------------------- | ------ | --------- |
| 1988   | Csoportkör | Svájc         | BSC Young Boys      | 3–1    | 0–4       |
| 1988   | Csoportkör | Csehszlovákia | DAC Dunajská Streda | 0–0    | 0–3       |
| 1988   | Csoportkör | Svédország    | IFK Norrköping      | 1–2    | 2–2       |

## Híres játékosok
* a félkövérrel írt játékosok rendelkeznek felnőtt válogatottsággal.
- David Williams
- Amar Ferhatović
- Nihad Pejković
- Galin Ivanov
- Michael Rabušic
- Murtaz Dausvili
- Igor Bogdanović
- Victor Carr
- Goran Vujović
- Tommaso Rocchi
- Selymes Tibor
- Branislav Fodrek
- Kamil Kopúnek
- Saláta Kornél
- Bognár Zoltán
- Devecseri Szilárd
- Gaál Miklós
- Guzmics Richárd
- Halmosi Péter
- Halmosi Zoltán
- Horváth György
- Hrepka Ádám
- Illés Béla
- Jagodics Zoltán
- Kenesei Krisztián
- Kereki Zoltán
- Király Gábor
- Koman Vladimir
- Kuttor Attila
- Nagy József
- Novák Dezső
- Predrag Bošnjak
- Priskin Tamás
- Rózsa Dániel
- Simon Ádám
- Szabó Imre
- Szarka Zoltán
- Tóth Zoltán

## A klub edzői
- Dobóczky Miklós (1936)[10][11]
- Morvay Ágoston (1937)[12][13]
- Dénes József (1937–1938)[13][14]
- Marth József (1938–?)[14]
- Lyka Rezső (1939–1941)[15][16]
- Marth József (1941–1947)[17]
- Sós Károly (1947–1948)[18][19]
- Bencsik Mihály (1948)[20]
- Sós Károly (1948–1950)[21][22]
- Hermann Imre (1950)[23]
- Kiss Jenő (1951)[24]
- Bodola Gyula  (1951–1953)[25]
- Urbancsik Gábor (1954)[26]
- Körmendi Gyula (1954–1955)[27]
- Volentik Béla (1955–1956)[28]
- Szabó Péter (1956)[29]
- Szűcs Gyula (1957)[30][31]
- Kiss Gábor (1957–1958)[32]
- Szabó Imre (1959)[33]
- Turay András (1959–1960)[34]
- Gazdag Gyula (1961)[35]
- Tölgyesi József (1961–1962)[36]
- Jávor Pál (1963–1964)[37]
- Kemény Tibor (1965)[38]
- Szőllősi Emil (1965–1966)[39]
- Velekei Ferenc (1966)[40]
- Albert József (1966)[41]
- Tátrai Sándor (1967–1968)[42]
- Albert József (1969)[43]
- Fehérvári Alfréd (1970–1972)[44]
- Palicskó Tibor (1972–1973)[45]
- Thomann Antal (1973–1974)[46]
- Sárosi László (1974–1979)[47]
- Rátkai László (1979–1980)[48]
- Palicskó Tibor (1980–1981)[49]
- Török Péter (1981–1984)[50]
- Rátkai László (1984–1987)[51]
- Novák Dezső (1987–1988)[52]
- Gunyhó Ferenc (1989–1990)[53]
- Sárosi László (1990–1991)[54]
- Török Péter (1991–1992)[55]
- Glázer Róbert (1992–1994)[56]
- Fedor Sándor (1994)[57]
- Rátkai László (1994)[58]
- Fedor Sándor (1994–1995)[59]
- Nagy Mihály (1995)[60]
- Mihalecz István (1995–1998)[61]
- Varga István (1998)[62]
- Dajka László (1998)[63]
- Mihalecz István (1998–1999)[64]
- Vincze Géza (1999–2000)[65]
- Keszei Ferenc (2000–2001)[66]
- Szentes Lázár (2002)[67]
- Glázer Róbert (2002–2003)[68]
- Détári Lajos (2003)[69]
- Gujdár Sándor (2003)[70]
- Bozsik Péter (2003–2004)[71]
- Tóth Bálint (2004)[72]
- Mihalecz István (2004–2005)[73]
- Artner Tamás (2005–2007)[74]
- Csertői Aurél (2007–2009)[75]
- Róth Antal (2009–2010)[76]
- Csertői Aurél (2010)[77]
- Aczél Zoltán (2010–2011)[78]
- Artner Tamás (2011–2014)[79]
- Szentes Lázár (2014–2015)[80]
- Kuttor Attila mb. (2015)[81]
- Mészöly Géza (2015–2017)[82]
- Pacsi Bálint (2017)[83]
- Michal Hipp (2017–2018)[84]
- Horváth Ferenc (2018–2019)[85]
- Supka Attila (2019)[86]
- Desits Szilárd mb. (2019)
- Mátyus János (2019–2021)[87][88]
- Németh Szabolcs (2021–2022)[89]
- Mészöly Géza mb. (2022)
- Michal Hipp (2022–2023)[90]
- Aleksandar Jović (2023–)

## Stadion

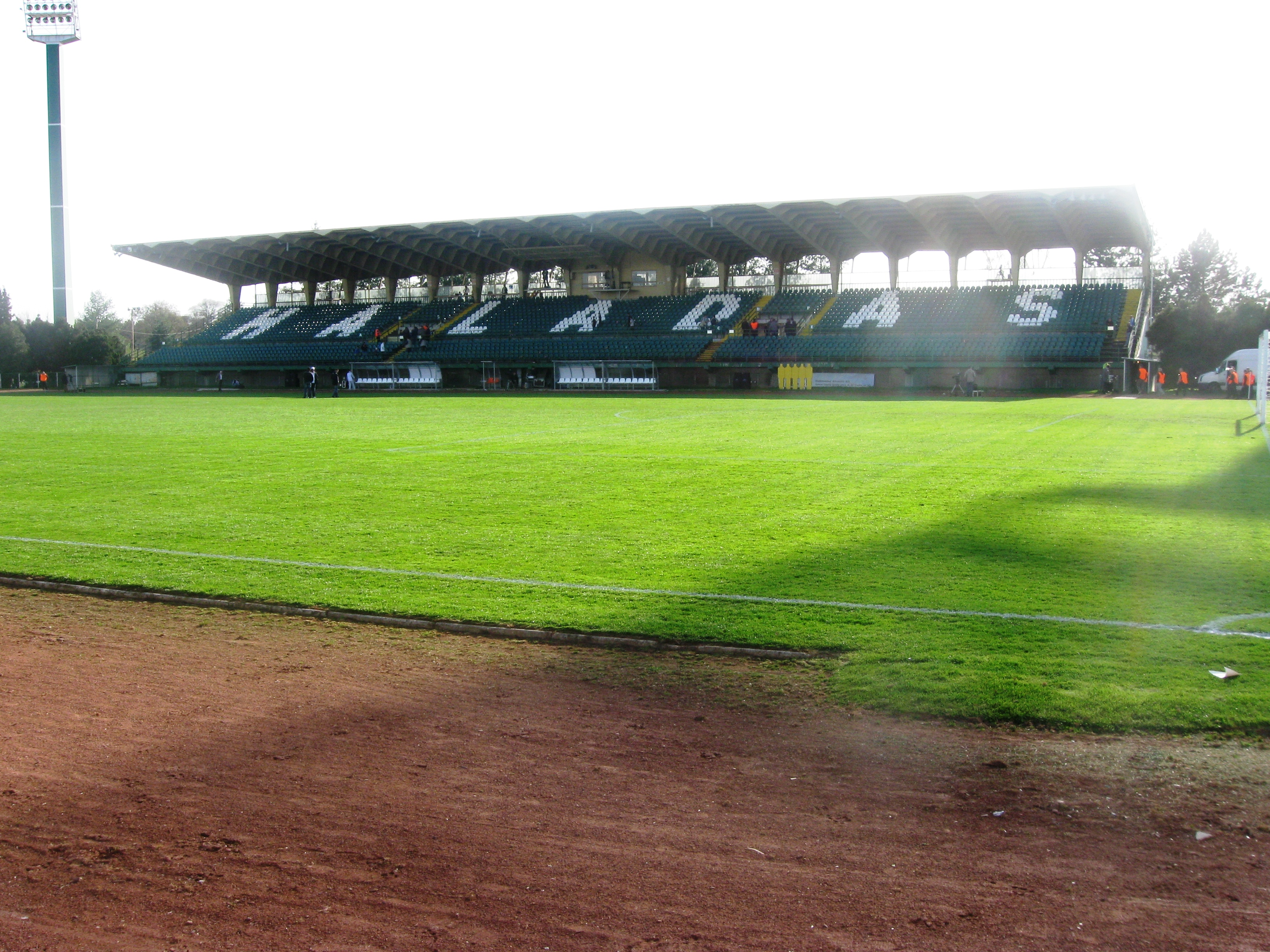
A főtribün

A csapat hazai stadionja 2016-ig a Rohonci úti stadion volt, melyet 1923-ban adtak át a nagyérdeműnek. Tulajdonosa 2007. június 30-ig a Magyar Állami Vasúttársaság volt, a Haladás csak bérelte a pályát. Korábban szó volt a stadion megvételéről is, a megállapodás végül pedig létrejött, és 2007. július 1-től Szombathely megyei jogú város 51%-ban birtokolta a létesítményt. Világítással felszerelt stadion volt, amelyen salakos futópálya vette körbe a játékteret. Érdekesség, hogy a pálya méretét a csapat 2008-as feljutása után rövidíteni kellett, hogy megfeleljen az első osztályú követelményeknek. A nézőcsúcs még 1990-ből való, amikor is március 17-én a Ferencváros elleni hazai mérkőzést 20 000 néző tekintette meg. A stadion befogadóképessége 9 500 fő volt, abból 5 430-an ülőhelyen, 4 070-en pedig állóhelyen nézhették meg a meccseket.
A stadionban három válogatott meccset játszottak, az elsőt 1975-ben, az utolsót 1994-ben. A három közül kettő tétmeccs volt, az első egy Luxemburg elleni Eb-selejtező, a második 1991-ben pedig szintén Eb-selejtező volt Norvégia ellen. A harmadik egy barátságos meccs volt Szlovénia ellen.

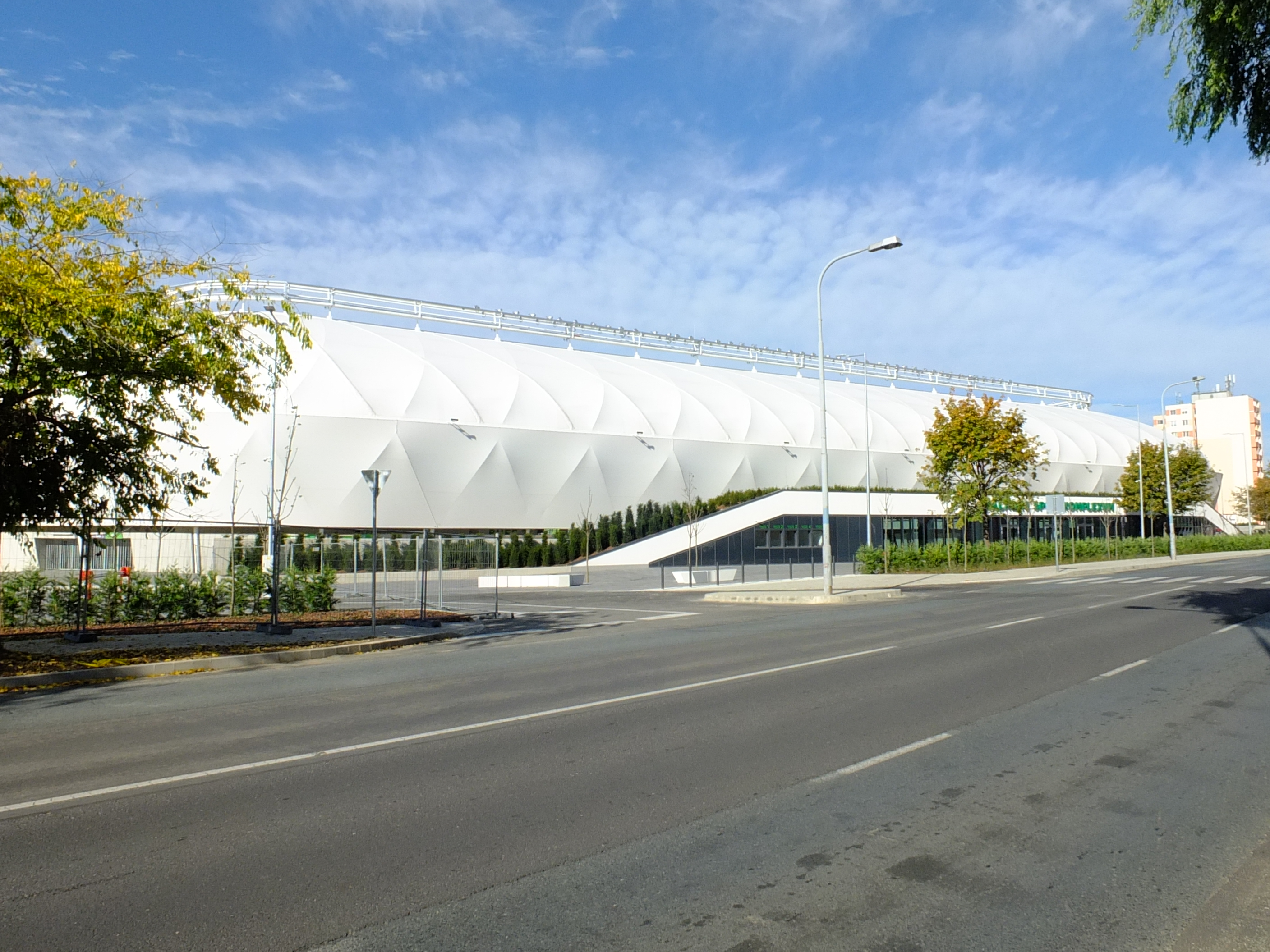
Haladás Sportkomplexum

2013. decemberében kiemelt beruházássá nyilvánította a Kormány az új stadion és a 12 sportágat magába foglaló komplex sportfejlesztés megvalósítását. 2014. szeptember 26-án aláírtak a 9,6 milliárd forint összegű támogatási szerződést, amellyel a tervezés megindíthatóvá vált. Az utolsó mérkőzést 2015. december 12-én játszották a Puskás Akadémia FC ellen. A stadion bontása 2016. február 3-án kezdődött el, majd 2016. április 11-én indult el hivatalosan az új stadion építése. 2017. október 13-án a Haladás Sportkomplexum Fejlesztő Nonprofit Kft. bejelentette, hogy az új stadiont 2017. november 8-án nyitják meg. Azt is kiemelték, hogy a stadion az elmúlt húsz év egyik legnagyobb infrastrukturális fejlesztése volt a régióban. Végső költsége 15,2 milliárd forint, amelyet a magyar állam finanszírozott. A stadion tulajdonosa Szombathely városa. Az ünnepélyes stadionavatót 2017. október 8-án tartották.

## Szurkolók
Két nagyobb szurkolói csoportja van a Haladásnak, az egyik a Haladás Szurkolói Kör, a másik pedig a Green White Army (G.W.A.). Az előbbi Haladás Baráti Kör néven 1998-ban alakult meg, mely a 2002-ben Győrben megrendezett kupadöntőt megelőzően alakult újjá Haladás Szurkolói Kör néven. Az utóbbi csoport 2007. júniusában jött létre, és a 2007/08-as NB II-es szezon nyitányán tűnt fel a Rohonci út lelátóin a Green White Army névre keresztelt formáció, vagy ahogy csak sokan nevezik, a GWA.
A Haladás szurkolói baráti kapcsolatot ápol a Budapest Honvéd, Újpest , illetve a Kecskemét szurkolóival, azonban a Zalaegerszeg, Ferencváros, Győri ETO fanatikusaival épp rivalizásás van.

### Haladás-induló
| Ha végigmegy a főutcán egy focista gyerek, mind megáll a forgalom, és őket nézi meg. Odafenn a Jóisten is megáll és nevet, elővesz a zsebéből egy boros üveget. Mikor a Haladás-tizenegy kivonul, a világ kivirul, és a lány szíve kigyúl. Mikor a Haladás-tizenegy sorba áll, még a bíró úr is szalutál. | Jöhet majd az ellenfél a sínautóbuszon, lehúzzuk a rolót mi a tizenhatoson. A lövésük messze elszáll a kapu felett, a kapusunk unalmába nagyokat nevet. Mikor a Haladás-tizenegy kivonul, a világ kivirul, és a lány szíve kigyúl. Mikor a Haladás-tizenegy sorba áll, még az ellenfél is szalutál. |

## Szezonok
- A Szombathelyi Haladás 2013–2014-es szezonja
- A Szombathelyi Haladás 2012–2013-as szezonja
- A Szombathelyi Haladás 2011–2012-es szezonja
- A Szombathelyi Haladás 2010–2011-es szezonja
- A Szombathelyi Haladás 2009–2010-es szezonja
- A Szombathelyi Haladás 2008–2009-es szezonja
- A Szombathelyi Haladás 2003–2004-es szezonja

## Lásd még
- Magyar labdarúgó-bajnokság (első osztály)
- A Szombathelyi Haladás nemzetközi kupamérkőzései